# Une rue de Paris en mai 1871
Une rue de Paris en mai 1871 est un tableau réalisé par Maximilien Luce entre 1903 et 1905. C'est une peinture à l'huile sur toile mesurant 151 × 225 cm, sans le cadre. Le tableau est conservé au musée d'Orsay.

## Histoire du tableau
Maximilien Luce peint Une rue de Paris en 1871 longtemps après les événements décrits. Il s'est probablement inspiré des photographies de l'époque. Ce tableau est le premier et le plus célèbre d’une série d’œuvres de grand format que Luce a consacrées aux épisodes de la Commune.
Le tableau est entré dans les collections du musée d'Orsay en 1977. Par un don Frédéric Luce, fils de Maximilien Luce, le tableau est affecté à la Direction des Arts et des Lettres en 1969. Puis il est exposé au musée d'Art moderne de Paris entre 1969 et 1977. Il est ensuite transféré au musée du Louvre pour les collections du musée d'Orsay. Il porte le numéro d'inventaire RF 1977 235.

## Contexte historique et artistique

### Le sujet du tableau: la Commune de Paris et la semaine sanglante (1871)
Le 4 septembre 1870, la République est proclamée à la suite de la défaite de l'empereur Napoléon III face aux Prussiens. La partie nord et nord-est de la France est envahie et occupée par les Prussiens. Ces derniers encerclent Paris et en font le siège. Le gouvernement dirigé par Adolphe Thiers est réfugié à Versailles. Le 18 mars 1871, ce dernier veut retirer les canons installés sur la butte Montmartre, au nord de la capitale. Cela provoque la colère du peuple de Paris, qui élit une Commune de Paris dominée par l'extrême-gauche socialiste qui veut lutter contre les inégalités. Thiers finit par envoyer les soldats qui écrasent la Commune lors de la Semaine sanglante (21-28 mai 1871).

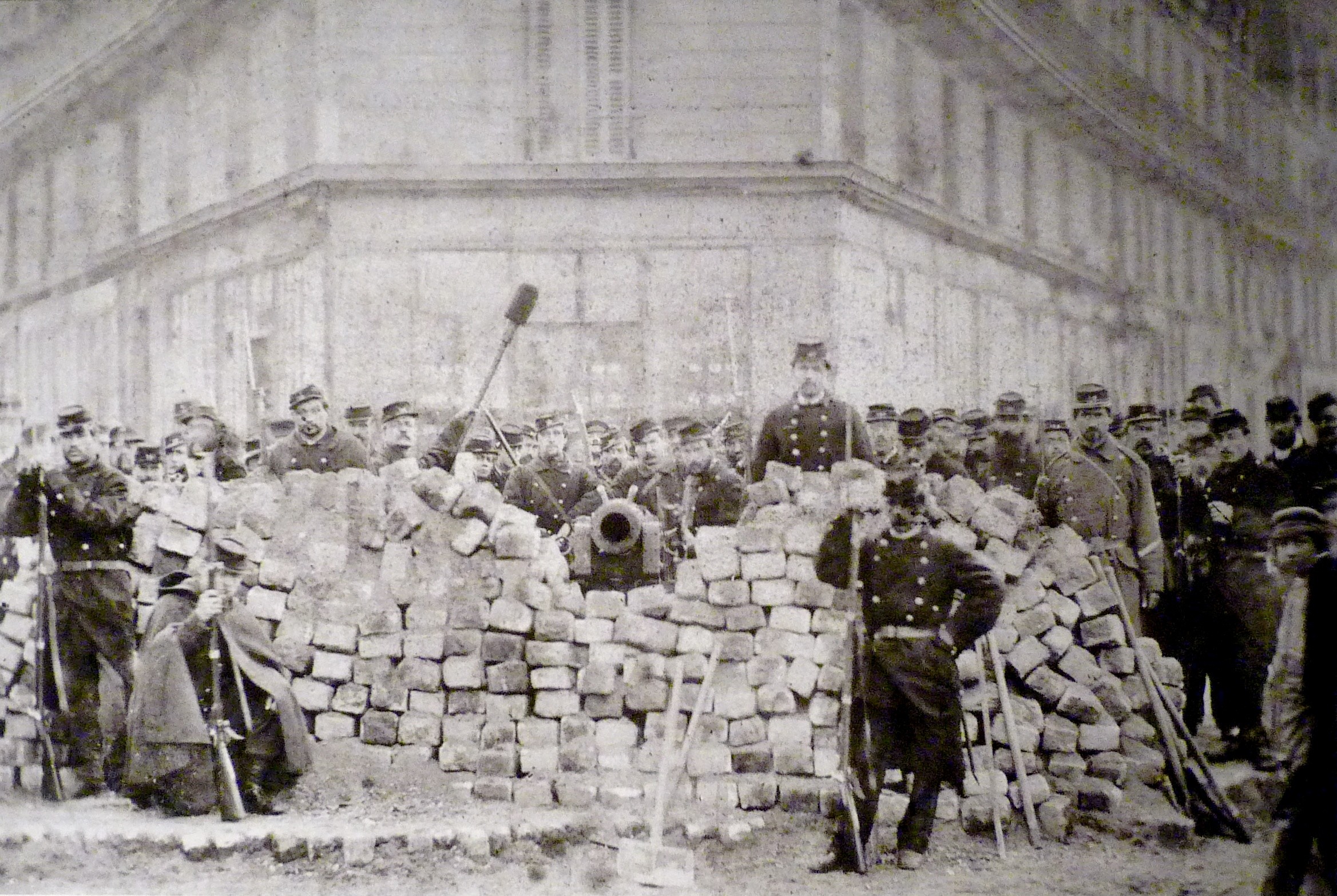
Barricade à l'angle des boulevard Voltaire et Richard-Lenoir pendant la Commune de Paris de 1871.

La Semaine sanglante fait plusieurs milliers de morts et de blessés. Elle opposa 130 000 soldats sous les ordres d'Adolphe Thiers qu'on désigne sous le terme de « Versaillais », à 30 000 communards, qui tenaient alors Paris depuis l’insurrection du 18 mars 1871. Les communards arrêtés, s'ils n'ont pas été directement assassinés, ont souvent été déportés vers les bagnes français, ou simplement emprisonnés.
Le peintre Maximilien Luce n'a pas participé aux massacres de la Semaine sanglante : né en 1858, il n'avait donc que treize ans au moment des événements. Il résidait alors à Paris, dans le 14ème arrondissement. L'adolescent a été témoin des émeutes et de la répression, et il en resta marqué très longtemps. Ses origines ouvrières et son engagement à l'extrême-gauche font que c'est un sujet qui lui tenait à coeur. Il fréquente des peintres néo-impressionnistes et anarchistes comme lui, tels que Paul Signac ou Camille Pissarro. Il crée plusieurs oeuvres en rapport avec les ouvriers et la Commune de Paris.

### Contexte artistique
Maximilien Luce peint Une rue de Paris en mai 1871 à une époque où l'impressionnisme, mouvement artistique apparu dans les années 1860, est à son apogée. Mais il est concurrencé par des tendances artistiques nouvelles, par les débuts de l'art moderne. Ainsi, le salon de 1905 met en avant une nouvelle façon de peindre appelée fauvisme.

## Description et analyse
Le tableau est de grande taille, au format paysage (225, 8 cm sur 151 cm, sans le cadre). Il s'agit d'un tableau figuratif, réaliste, d'une facture impressionniste. La toile n’est pas sombre. Les couleurs sont chaudes et s'opposent à celles, ternes et froides, des vêtements de morts.
La scène est construite sur une oblique presque diagonale. Le premier plan est occupé par des cadavres, gisant sur le sol. Les corps sont placés dans différentes orientations : ainsi la femme est parallèle au trottoir. Certains sont face contre terre, d'autres ont le visages tournés vers le ciel. Les cadavres sont dans l'ombre, comme pour souligner le côté macabre et tragique des événements. Leurs visages sont pâles.
Il est possible d'identifier les soldats de  la Commune grâce à leur vareuse bleue et au pantalon à filet rouge. En représentant le corps d'une femme, Maximilien Luce a sans doute voulu montrer que la répression a touché des civils de manière indistincte. De nombreuses femmes ont participé au mouvement de la Commune de Paris, parmi lesquelles la plus célèbre est Louise Michel. Certains ont reconnu dans la jeune femme allongée par terre Eugénie Bouin, la sœur de la compagne de Maximilien Luce.
L’historien Georges Bourgin, spécialiste de la Commune, interprète les tâches de sang entourant les visages comme des auréoles de martyrs laïcs. Plus loin un autre homme est étendu à terre, ce qui donne une idée de la continuité du massacre des Parisiens dont les corps jonchent un peu partout les rues.

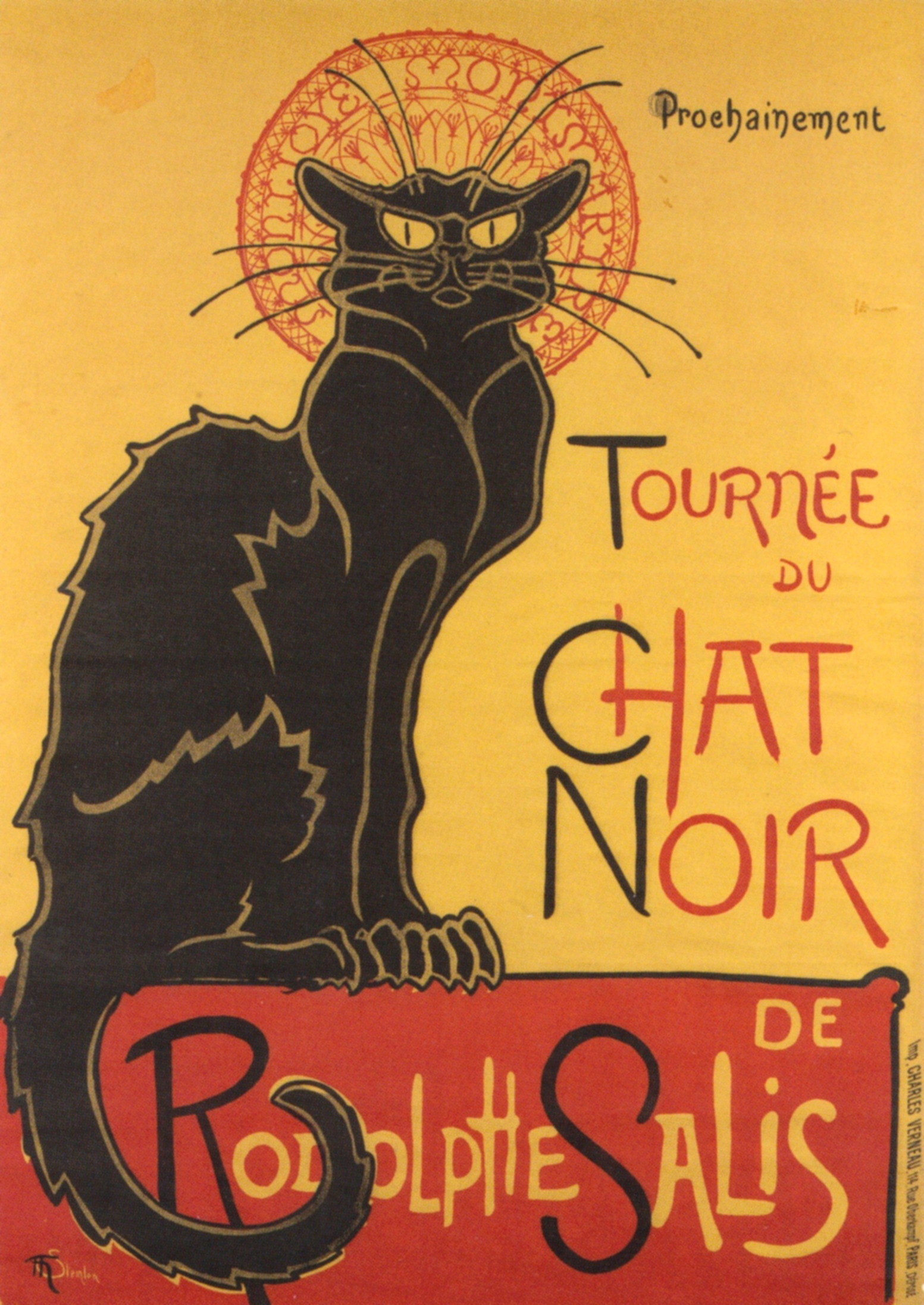
Théophile-Alexandre Steinlen, Tournée du Chat noir (1896), 135,9 × 95.9 cm, université Rutgers, Zimmerli Art Museum.

Dans le coin inférieur droit, sont représentés des pavés, restes d’une des barricades aménagées rapidement durant la Semaine sanglante. Cette barricade renversée évoque la dureté des combats de rue. Il n'y a qu'un seul être vivant, un petit chat perché sur un toit qui semble contempler le spectacle, indifférent. C'est peut-être une allusion, de la part de Maximilien Luce, au cabaret du Chat noir, sur la butte Montmartre, où commença le soulèvement des Parisiens. La lumière, le chat, le coin de ciel bleu introduisent une note d’espoir dans cette scène triste.
Les façades aux vitrines closes sont bien alignées à droite ; elles sont baignées de la  lumière d’une journée ensoleillée du mois de mai. Elles sont protégées par des auvents en bois, elles sont fermées en raison des émeutes. Elles bloquent l’espace, et on ne voit qu'un petit morceau de ciel. A l'arrière plan se dessinent le paysage urbain et deux cheminées d'usines qui rappellent le monde ouvrier, en grande partie victime de la répression.
La peinture provoque chez le spectateur un sentiment de malaise : on imagine aisément le silence après les bruits du massacre. La rue est déserte, alors qu'il fait beau et qu'on est au mois de mai. Il existe également un décalage entre le titre et la scène représentée. En effet, en lisant le titre, on s'attendrait à voir de nombreux promeneurs dans des rues baignées de soleil.

## Arts, États, pouvoir
Une rue de Paris en mai 1871 est un tableau engagé qui prend parti pour les communards. Il rend hommage aux  victimes anonymes du peuple de Paris massacrées par les Versaillais. Le tableau est devenu le symbole de la lutte des classes, du soulèvement du prolétariat contre la bourgeoisie. Il fait également écho aux luttes sociales et à leur répression par l'État de la fin du XIXe et du début du  XXe siècle en France : la Fusillade de Fourmies (1891) par exemple.
Le tableau Une rue de Paris en mai 1871 s'inscrit dans la continuité de l'impressionnisme et du réalisme. Mais il renouvelle aussi le genre de la peinture d'histoire en mettant en avant les cadavres de gens du peuple.

### Œuvres représentant la Semaine Sanglante
- Ernest Pignon Ernest, Les Gisants (1971) ;
- Henri Félix Emmanuel Philippoteaux, Bataille du cimetière du Père-Lachaise (1871).